# Jenö Szántay
Jenő Szántay (født 10. marts 1881, død 11. december 1914 i Limanowa, Małopolskie, Polen) var en ungarsk fægter som deltog i de olympiske lege OL 1908 i London i den individuelle konkurrence i sabel.